# 릭 밸린

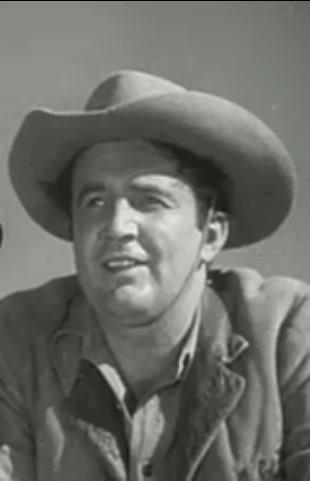

릭 밸린(Rick Vallin, 1919년 9월 24일 ~ 1977년 8월 31일)은 미국의 배우, 텔레비전 배우이다.
러시아에서 태어났으며 로스앤젤레스에서 사망하였다.

## 영화
- 서부의 파라딘 (1957년)
- 정글 보이 봄바 10 (1954년)
- 코만도 코디 (1953년)
- 더 매직 카펫 (1951년)
- 론 레인저 - 49년 시리즈 (1949년)
- 배트맨과 로빈 (1949년)
- 노스웨스트 아웃포스트 (1947년)
- 사막의 노래 (1943년)